# Walk Away
"Walk Away" je pjesma njemačkog sastava Aloha from Hell. Pjesma je objavljena 14. studenog 2008. godine kao drugi singl s njihovog albuma No More Days to Waste. Pjesmu su napisali Tord Bäckström, Bengt Girell i Jan Nilsson, dok su producenti Alex Wende i René Rennefeld.

## Uspjeh pjesme
Pjesma "Walk Away" se 28. studenog plasirala na 70. poziciji austrijke ljestvice singlova, Ö3 Austria Top 40, što je bila najviša pozicija singla na toj ljestvici jer je već sljedećeg tjedna ispala s ljestvice. Na njemačkoj ljestvici singlova, Media Control Charts pjesma se plasirala na 26. poziciji. Pjesma se zadržala devet tjedana na njemačkoj ljestvici.

## Popis pjesama
CD Singl
1. "Walk Away (Radio verzija)" - 3:47
2. "Walk Away (Orkestralna verzija)" - 4:14

CD Maxi Singl
1. "Walk Away (Radio verzija)" - 3:47
2. "Walk Away (Orkestralna verzija)" - 4:14
3. "Wake Me Up" - 3:23
4. "Walk Away (instrumental)" - 3:44
  - "Walk Away (video)" - 3:48

## Ljestvice
| Top ljestvica (2009.) | Najviša pozicija |
| --------------------- | ---------------- |
| Austrija              | 70               |
| Njemačka              | 26               |

## Povijest objavljivanja
| Država   | Datum              | Izdavač    | Format                          |
| -------- | ------------------ | ---------- | ------------------------------- |
| Njemačka | 14. studenog 2008. | Sony Music | CD singl, digitalno preuzimanje |